# Perfenazin

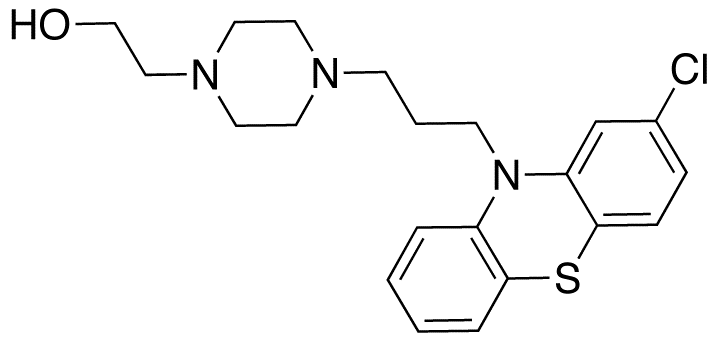
Strukturformel

Perfenazin, är ett läkemedel av typen neuroleptika. Det är ett fentiazinpreparat som används vid behandling av psykoser, exempelvis vid schizofreni. Perfenazin säljs i många länder under varunamnet Trilafon. Viktpåverkan med upp eller nedgång är mindre vanligt med Trilafon.
Trilafon dekanoat som injektionsvätska är inte avregistrerad. Trilafon i tablettform avregistrerades under 2012. Perfenazintabletter kan gå att få på licens dvs om läkaren ansöker hos Läkemedelsverket.
Perfenazin syntetiserades på 50-talet,  patenterades år 1956 och fick handelsnamnet Trilafon. Perfenazin har funnits i Nordeuropa och i Japan. Perfenazin blev godkänd av FDA (USA) den 31 december 1998.
Perfenazin har en god antipsykotisk effekt. Det ger en något lägre frekvens av extrapyramidala biverkningar (EPS) än haloperidol, ger inte heller samma kraftiga dopaminblockad och lämpar sig vid underhållsbehandling av schizofreni. Depotformen finns som dekanoat och enantat, där dekanoatet är det vanligast använda då effekten är mera långvarig.

## Farmakologi

### Farmakodynamik
Hög antagonistisk verkan på dopamin D2 och dopamin D3-receptorerna.

### Farmakokinetik
Halveringstiden är cirka 8-16 timmar.

## Biverkningar
Viktpåverkan med viktuppgång eller viktnedgång är mindre vanligt med Perfenazin.
Vanliga biverkningar av perfenazin är sömnighet, eksem och insomnia. I sällsyntare fall kan illamående uppträda.
Tardiv dyskinesi förekommer med Perfenazin. Andra vanliga biverkningar är bröstkörtelförstoring (hos män) och mjölkflöde ur bröst. Även sömnighet/trötthet förekommer ofta. En sällsynt biverkning men som ändå kan inträffa är agranulocytos (akut brist på vita blodkroppar). Även hjärtat kan påverkas men förekommer hos färre än 1 av 1 000 patienter.

### Viktuppgifter
Vid oberoende studie som kallats CATIE så var Perfenazin rankad 4:a, rätt låg viktuppgång.